# José María Caro Rodríguez
José María Caro Rodríguez (Los Valles, 23 de junho de 1866 — 4 de dezembro de 1958) foi cardeal chileno da Igreja Católica Romana. Ele serviu como arcebispo de Santiago de 1939 até sua morte, e foi elevado ao cardinalato em 1946, pelo Papa Pio XII.

## Biografia

### Juventude e ordenação
José María Caro nasceu em Los Valles, Pichilemu, como o quarto dos nove filhos de Rita Rodríguez Cornejo e de José María Martínez Caro, primeiro prefeito de Pichilemu. Após frequentar uma escola local, ele entrou para o seminário em Santiago em 1881. Em seguida foi para Roma, em 1887, para estudar no Pontifício Colégio Pio-latino-americano e na Pontifícia Universidade Gregoriana até 1891.
Ordenado sacerdote em 20 de dezembro de 1890, pelo Patriarca Giulio Lenti, na Arquibasílica de São João de Latrão. Retornou ao Chile em outubro de 1891 e então ensinou estudos preparatórios e filosofia no Seminário de Santiago.

### Trabalho pastoral
Caro exerceu seu ministério pastoral em várias capelanias, hospitais e paróquias, servindo também como cura de Mamiña de março a dezembro de 1899. Ele voltou para o seminário, em 1900, como professor de Teologia.

### Episcopado
Nomeado vigário apostólico de Tarapacá em 6 de maio de 1911, por Papa Pio X, Caro foi feito bispo titular de Mylasa em associação com o vicariato em 5 de janeiro de 1912. Recebeu sua consagração episcopal em 28 de abril seguinte, das mãos do Arcebispo Enrico Sibilia, Internúncio Apostólico no Chile, na Catedral Metropolitana de Santiago; Luis Izquierdo Vargas, Bispo de Concepción, e Miguel Claro Vásquez, Bispo Titular de Legio, serviram como co-consagrantes. Seu lema episcopal era Virtus nostrum et Deo refugium.
Mais tarde, Caro foi nomeado bispo de La Serena, em 14 de dezembro de 1925, por Papa Pio XI, e instalado em 24 de abril de 1926. Foi elevado à condição de arcebispo com a promoção de sua diocese, em 20 de maio de 1939, por Papa Pio XII. No dia 28 de agosto do mesmo ano, o Papa Pio XII o fez arcebispo de Santiago, sendo instalado em 14 de outubro.
Foi grão-chanceler da Universidade Católica do Chile de 1939 a 1958. Em 24 de outubro de 1950, o Papa Pio XII concede-lhe o título de Primaz do Chile, vinculado à sua pessoa vitalícia, mas não transmissível aos seus sucessores.
Como bispo, Caro se opôs fortemente à influência da Maçonaria na sociedade moderna e escreveu vários panfletos antimaçonaria, um dos mais conhecidos sendo O Mistério da Maçonaria Revelada.

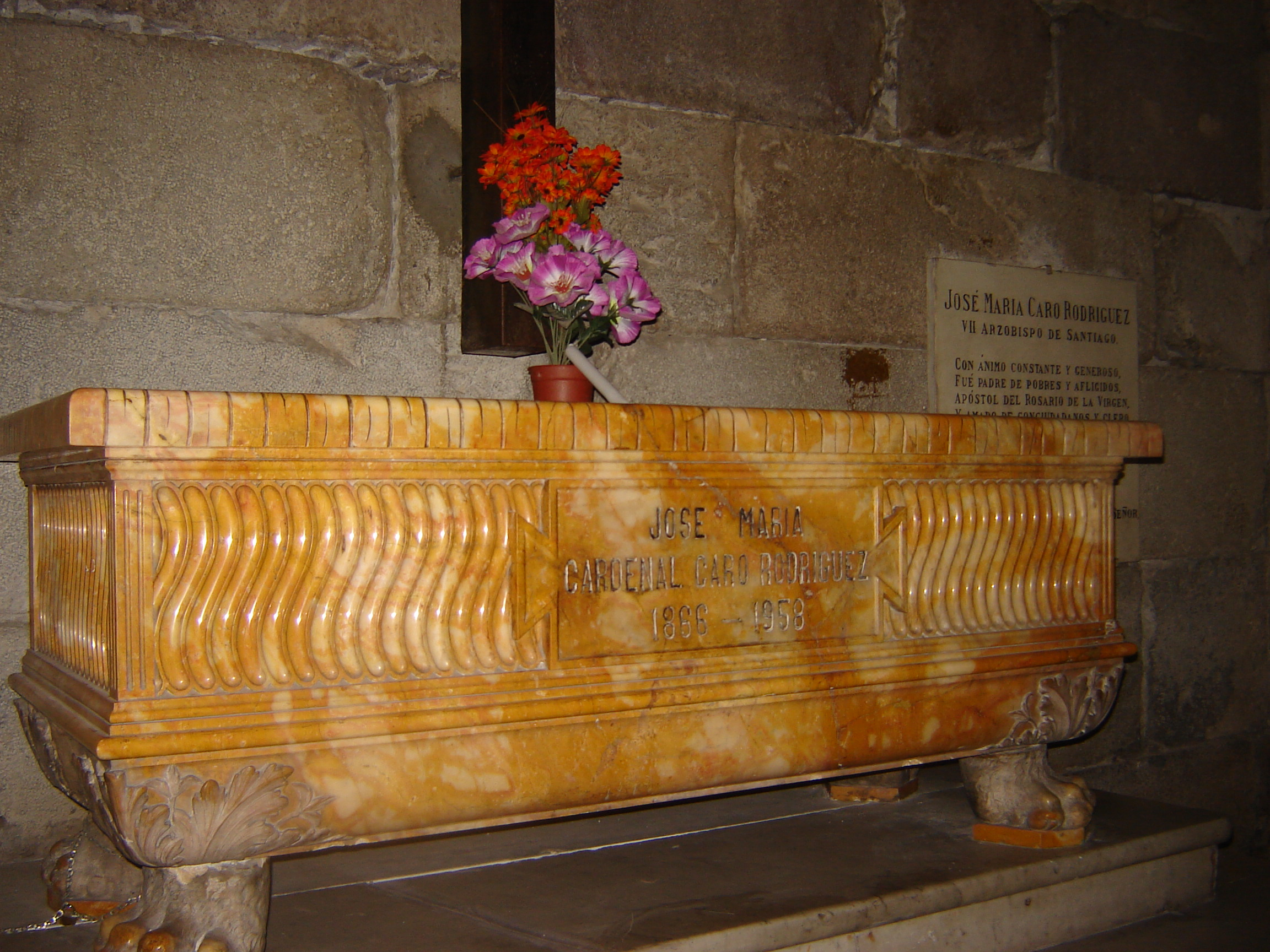
Túmulo de José María Caro na Catedral de Santiago.

### Cardinalato
Caro foi feito cardeal-presbítero pro illa vice de Santa Maria della Scala, pelo Papa Pio XII no consistório de 18 de fevereiro de 1946, sendo instalado a 18 de maio. O primeiro chileno membro do Colégio dos Cardeais serviu como legado papal para o Conselho Plenário chileno em 8 de setembro de 1946, para o décimo Congresso Eucarístico Nacional em 26 de setembro de 1951, e mais tarde para o sexto Congresso Interamericano de Educação Católica, em 30 de agosto de 1956. Antes de participar em conclave papal de 1958, Caro participou da primeira conferência geral da Conferência Episcopal Latino-Americana no Rio de Janeiro, Brasil em 1955.

### Morte
Cardeal Caro sofreu um ataque de gastroenterite tóxica seguido de sintomas de uremia e pneumonia que finalmente levaram à sua morte, em Santiago do Chile. Ele foi inicialmente enterrado no cripta arquiepiscopal da Catedral de Santiago, mas seus restos mortais foram posteriormente movidos para uma capela funeral nos fundos da nave central da catedral, em 19 de março de 1968. Em abril de 2006, seus restos foram transferidos novamente para a Nueva Cripta Arzobispal.
A Conferência Episcopal do Chile, em sessão plenária realizada de maio de 1968, introduziu a causa de beatificação e canonização do Cardeal José María Caro Rodríguez.